# Notropis orca
Notropis orca är en fiskart som beskrevs av Woolman, 1894. Notropis orca ingår i släktet Notropis och familjen karpfiskar. IUCN kategoriserar arten globalt som utdöd. Inga underarter finns listade i Catalogue of Life.